# Echo & the Bunnymen
Echo & the Bunnymen ist eine britische Rockband, deren musikalischer Stil sich von einem psychedelisch gefärbten New Wave in den späten 1970er und frühen 1980er Jahren zu einem melancholischen Pop entwickelte. Nach mehreren Umbesetzungen besteht die Band heute im Wesentlichen aus den beiden Gründungsmitgliedern Ian McCulloch (Gitarre, Gesang) und Will Sergeant (Gitarre).

## Geschichte

### Gründung
Die Band wurde 1978 von McCulloch, Sergeant und dem Bassisten Les Pattinson im Umfeld von Eric’s Club gegründet, einem Nukleus der Liverpooler Post-Punk-Szene, dem auch die Bands The Teardrop Explodes und Wah! entstammten. Ursprünglich traten sie mit einem Drumcomputer namens Echo auf, der der Band den Namen gab. Eine andere Version erzählt Gitarrist Sergeant:

„Wir hatten diesen Kumpel, der uns all diese Namen wie The Daz Men oder Glisserol and the Fan Extractors vorschlug. Echo and the Bunnymen war auch einer davon. Ich dachte, der ist genauso albern wie die anderen.“

 Der Drumcomputer wurde 1980 durch den Schlagzeuger Pete de Freitas ersetzt.

### Erste Erfolge
In dieser Besetzung erlangte die Gruppe mit den Alben Crocodiles (1980) und vor allem Heaven Up Here (1981) auf dem eigens für die Band geschaffenen Label „Korova“ schnell Kultstatus. Der New Musical Express pries Heaven Up Here, produziert und abgemischt vom britischen Musikproduzenten Hugh Jones, als „makelloses Meisterwerk“, das „für Rock das leistete, was Tamla Motown für die Dance Music getan hat“. Mit den drei folgenden Alben Porcupine (1983), Ocean Rain (1984) und Echo and the Bunnymen (1987), produziert und abgemischt vom britischen Musikproduzenten Laurie Latham erzielte die Band auch größere kommerzielle Erfolge. Die Single The Cutter erreichte 1983 Platz 8 in den britischen Single-Charts, das Album Ocean Rain kam auf Platz 4 der britischen Album-Charts, in denen es sich 26 Wochen behauptete.

### Personelle Änderungen
1988 verließ McCulloch die Band, um eine Solokarriere zu beginnen. 1989 kam de Freitas bei einem Motorradunfall ums Leben. Die verbliebenen Bunnymen engagierten den irischen Sänger Noel Burke und den Schlagzeuger Damon Reece und nahmen 1990 das Album Reverberation auf, das sich in den Vereinigten Staaten recht gut verkaufte, bei der Kritik, der McCullochs distinktiver Gesang fehlte, aber wenig günstig aufgenommen wurde. 1994 taten sich Sergeant und McCulloch mit dem Bassisten Leon de Sylva und dem Schlagzeuger Tony McGuigan zur Band Electrafixion zusammen, der kommerzielle Erfolg des 1995 erschienenen Albums Burned blieb aber mäßig.

### Wiedervereinigung
Da Elextrafixion bei ihren Live-Auftritten immer auch Material von Echo & the Bunnymen spielten, beschlossen McCulloch und Sergeant, die Band wieder ins Leben zu rufen. 1997 nahmen sie gemeinsam mit Gründungsbassist Les Pattinson und dem Schlagzeuger Michael Lee das Album Evergreen auf, das von Kritik und Publikum sehr positiv aufgenommen wurde. Die ausgekoppelte Single Nothing Lasts Forever (Backing Vocals: Liam Gallagher) erreichte Platz 8 der britischen Singlecharts. Pattinson verließ die Gruppe 1999 wieder, McCulloch und Sergeant veröffentlichten mit wechselnden Begleitmusikern die Alben What Are You Going to Do with Your Life?  (1999), Flowers (2001), Siberia (2005), The Fountain (2009) und Meteorites (2014).

## Stil
Vor allem auf ihren ersten Alben verbanden Echo & the Bunnymen die Energie und Nervosität des New Wave mit einer „pompös angefachten Psychedelik“, die sich an den Velvet Underground und den Doors orientierte. Die Texte dieser Zeit handelten von verstörenden Drogenerfahrungen (Villiers Terrace), Hilfeschreien (Rescue), Verzagtheit am Leben (The Disease), oft sang McCulloch nach Ansicht der Autoren des Rock-Lexikons aber auch einfach „Rock-Lyrizismus […] voller Nonsens-Reime, verhuschten Mehrdeutigkeiten, verklausulierten Banalitäten“. Der Sänger erklärte, es komme ihm musikalisch in erster Linie auf Wohlklang an:

„Ich schreibe schlichtweg Songs, die sich gut anhören und eine hübsche Melodie haben. Wir möchten einfach etwas machen, das gut und atmosphärisch ist.“

 Ab 1984 erweiterte sich der Sound der Gruppe um Streichersätze und Sitarspiel. Das 1987 erschienene eponyme Album bemühte sich um kommerziell gefälligere Klänge und weniger morbide Texte, was viele Fans der ersten Stunde enttäuschte. Der Rolling Stone kritisierte, das Album klinge „so leer wie hübsch“. Mit der Platte bekannten sich Echo & the Bunnymen zu ihrer Vorliebe für die Doors, deren Keyboarder Ray Manzarek zu dem Stück Bedbugs and Ballyhoo ein Solo beisteuerte. Im gleichen Jahr coverten Echo & the Bunnymen auch den Doors-Klassiker People are strange für den Soundtrack des amerikanischen Horrorfilms The Lost Boys. Der Sound nach der Wiedervereinigung ist poppiger als der der Anfangsjahre, in vielen Stücken werden Streicher, Holzblasinstrumente und Keyboardklänge verwendet, was bei der Kritik unterschiedlich bewertet wird. Der New Musical Express lobte die What are You Going to Do with Your Life?: „The arrangements posit Burt Bacharach leading the Love Unlimited Orchestra, with only the occasional edgy guitar motif to remind one of Will Sergeant’s presence“ (Die Arrangements erwecken den Eindruck, als ob Burt Bacharach das Love Unlimited Orchestra dirigieren würde, wobei nur das kantige Gitarrenmotiv an die Anwesenheit Will Sergeants erinnert). Die Zeitschrift Mojo beschreibt die Musik des Albums The Fountain als „mid-tempo, middle of the road, middle-aged pop-rock“ (massentauglicher Pop-Rock im mittleren Tempo für Menschen mittleren Alters).

## Diskografie

### Alben
| Jahr | Titel                                    | Höchstplatzierung, Gesamtwochen, AuszeichnungChartplatzierungen (Jahr, Titel, Platzierungen, Wochen, Auszeichnungen, Anmerkungen) | Höchstplatzierung, Gesamtwochen, AuszeichnungChartplatzierungen (Jahr, Titel, Platzierungen, Wochen, Auszeichnungen, Anmerkungen) | Anmerkungen                             |
| Jahr | Titel                                    | UK | US | Anmerkungen                             |
| ---- | ---------------------------------------- | --- | --- | --------------------------------------- |
| 1980 | Crocodiles                               | UK17 Gold · (6 Wo.)UK | — | Erstveröffentlichung: 18. Juli 1980     |
| 1981 | Heaven Up Here                           | UK10 (16 Wo.)UK | US184 (2 Wo.)US | Erstveröffentlichung: 1. Juni 1981      |
| 1983 | Porcupine                                | UK2 Gold · (17 Wo.)UK | US137 (9 Wo.)US | Erstveröffentlichung: 4. Februar 1983   |
| 1984 | Ocean Rain                               | UK4 Gold · (26 Wo.)UK | US87 (11 Wo.)US | Erstveröffentlichung: 4. Mai 1984       |
| 1984 | Echo & the Bunnymen                      | — | US188 (3 Wo.)US | Erstveröffentlichung: 6. Juli 1984      |
| 1986 | Songs to Learn and Sing                  | UK6 Gold · (15 Wo.)UK | US158 (9 Wo.)US | Erstveröffentlichung: 1986              |
| 1987 | Echo and the Bunnymen                    | UK4 Silber · (9 Wo.)UK | US51 (37 Wo.)US | Erstveröffentlichung: 6. Juli 1987      |
| 1990 | Reverberation                            | — | — | Erstveröffentlichung: 1990              |
| 1997 | Ballyhoo – The Best Of                   | UK59 Silber · (3 Wo.)UK | — | Erstveröffentlichung: 1997              |
| 1997 | Evergreen                                | UK8 Gold · (12 Wo.)UK | — | Erstveröffentlichung: 23. Juni 1997     |
| 1999 | What Are You Going to Do with Your Life? | UK21 (3 Wo.)UK | — | Erstveröffentlichung: 16. April 1999    |
| 2001 | Flowers                                  | UK56 (1 Wo.)UK | — | Erstveröffentlichung: 14. Mai 2001      |
| 2005 | Siberia                                  | UK83 (1 Wo.)UK | — | Erstveröffentlichung: 2005              |
| 2006 | The Very Best Of – More Songs to Learn   | UK47 (2 Wo.)UK | — | Erstveröffentlichung: 2006              |
| 2007 | Killing Moon – The Best Of               | UK— SilberUK | — | Erstveröffentlichung: 2007              |
| 2009 | The Fountain                             | UK63 (1 Wo.)UK | — | Erstveröffentlichung: 12. Oktober 2009  |
| 2014 | Meteorites                               | UK37 (1 Wo.)UK | US138 (1 Wo.)US | Erstveröffentlichung: 26. Mai 2014      |
| 2018 | The Stars The Oceans & The Moon          | UK11 (2 Wo.)UK | — | Erstveröffentlichung: 5. Oktober 2018   |
| 2019 | The John Peel Sessions 1979–1983         | UK65 (1 Wo.)UK | — | Erstveröffentlichung: 6. September 2019 |

Weitere Alben
- 2001: Crystal Days 1979–1999 (4 CD Boxed Set)
- 2002: Live in Liverpool
- 2006: More Songs to Learn and Sing
- 2006: Me I’m All Smiles – Live

### EPs
- 1981: Shine So Hard
- 1984: The Sound of Echo
- 1984: Life at Brian’s – Lean and Hungry
- 1988: The Peel Sessions
- 1988: New Live and Rare
- 1997: World Tour E.P.
- 2000: Avalanche
- 2019: Live from Glasgow

### Singles
| Jahr | Titel Album                                       | Höchstplatzierung, Gesamtwochen, AuszeichnungChartplatzierungen (Jahr, Titel, Album, Platzierungen, Wochen, Auszeichnungen, Anmerkungen) | Höchstplatzierung, Gesamtwochen, AuszeichnungChartplatzierungen (Jahr, Titel, Album, Platzierungen, Wochen, Auszeichnungen, Anmerkungen) | Anmerkungen                              |
| Jahr | Titel Album                                       | UK | US | Anmerkungen                              |
| ---- | ------------------------------------------------- | --- | --- | ---------------------------------------- |
| 1980 | Rescue Crocodiles                                 | UK62 (1 Wo.)UK | — | Erstveröffentlichung: 1980               |
| 1981 | Crocodiles                                        | UK37 (4 Wo.)UK | — | Erstveröffentlichung: 1981               |
| 1981 | A Promise Heaven Up Here                          | UK49 (4 Wo.)UK | — | Erstveröffentlichung: 10. Juli 1981      |
| 1982 | The Back of Love Porcupine                        | UK19 (7 Wo.)UK | — | Erstveröffentlichung: 21. Mai 1982       |
| 1983 | The Cutter Porcupine                              | UK8 (8 Wo.)UK | — | Erstveröffentlichung: 14. Januar 1983    |
| 1983 | Never Stop                                        | UK15 (7 Wo.)UK | — | Erstveröffentlichung: 8. Juli 1983       |
| 1984 | The Killing Moon Ocean Rain                       | UK9 Gold · (6 Wo.)UK | — | Erstveröffentlichung: 20. Januar 1984    |
| 1984 | Silver Ocean Rain                                 | UK30 (7 Wo.)UK | — | Erstveröffentlichung: 13. April 1984     |
| 1984 | Seven Seas Ocean Rain                             | UK16 (7 Wo.)UK | — | Erstveröffentlichung: 6. Juli 1984       |
| 1985 | Bring On the Dancing Horses Songs to Learn & Sing | UK21 (9 Wo.)UK | — | Erstveröffentlichung: 11. Oktober 1985   |
| 1987 | The Game Echo & the Bunnymen                      | UK28 (4 Wo.)UK | — | Erstveröffentlichung: 1987               |
| 1987 | Lips Like Sugar Echo & the Bunnymen               | UK36 (4 Wo.)UK | — | Erstveröffentlichung: 200. Juli 1987     |
| 1988 | People are Strange The Lost Boys O.S.T.           | UK29 (5 Wo.)UK | — | Erstveröffentlichung: 8. Februar 1988    |
| 1990 | Enlighten Me Reverberation                        | UK96 (1 Wo.)UK | — | Erstveröffentlichung: 1990               |
| 1991 | People Are Strange (1991) –                       | UK34 (4 Wo.)UK | — | Erstveröffentlichung: 1991               |
| 1997 | Nothing Lasts Forever Evergreen                   | UK8 Silber · (6 Wo.)UK | — | Erstveröffentlichung: 1997               |
| 1997 | I Want to Be There When You Come Evergreen        | UK30 (2 Wo.)UK | — | Erstveröffentlichung: 1997               |
| 1997 | Don’t Let It Get You Down Evergreen               | UK50 (2 Wo.)UK | — | Erstveröffentlichung: 1997               |
| 1999 | Rust What Are You Going to Do with Your Life?     | UK22 (3 Wo.)UK | — | Erstveröffentlichung: 1999               |
| 2001 | It’s Alright Flowers                              | UK41 (2 Wo.)UK | — | Erstveröffentlichung: 2001               |
| 2001 | Make Me Shine Flowers                             | UK84 (1 Wo.)UK | — | Erstveröffentlichung: 2001               |
| 2005 | Stormy Weather Siberia                            | UK55 (1 Wo.)UK | — | Erstveröffentlichung: 16. September 2005 |